# Petz
Petz (Dogz и Catz) — серия однопользовательских видеоигр 1995 года выпуска, в которых игрок может усыновлять, растить, ухаживать и разводить своих собственных виртуальных питомцев. Оригинальный Petz разошелся тиражом более 1,5 миллионов копий по всему миру, а с момента перехода под управление Ubisoft тираж бренда вырос до более чем 22 миллионов копий.
Оригинальные игры Petz были разработаны P.F. Magic. После получения дохода в размере 8 миллионов долларов в 1997 году P.F. Magic была приобретена компанией Learning Company за 15,8 миллиона долларов в 1998 году. В 2001 году Ubi Soft (с 2003 года Ubisoft) приобрела подразделение The Learning Company, предоставив Ubisoft эксклюзивные права на публикацию 88 игр, включая Dogz и Catz. После того, как Ubisoft приобрела серию, некоторые игры японского происхождения были локализованы под названием Petz. Например, Petz: Hamsterz Life 2 на Game Boy Advance является локализацией Hamster Club 3 и заметно отличается от своего аналога DS, хотя обе игры DS Hamsterz также были разработаны японцами, но изданы Ubisoft на англоязычных территориях.
Petz — это две игры, установленные вместе. Игры продаются отдельно.

## Об игре

Dogz 5

В игре представлено 15 пород кошек и 15 пород собак (свинья, кролик, мыши, рыбы и тараканы). Вы можете завести неограниченное количество питомцев. 

Существующие понятия:
- Чемоданчик — это кейс для хранения игрушек и питомцев. Все питомцы, которые уже есть у вас, выходят из красной дверцы на чемоданчике. Вы можете выпустить лишь два питомца за один раз (исключение — самка с детьми или игра с установленной PetzA). Вы можете вытащить игрушки, которые вы вложили в кейс. Можно вытащить не ограниченное количество игрушек. Скин чемоданчика можно обрабатывать в графических редакторах.
- Сцена — сцена там, где вы играете с питомцами. Вы можете сами делать сцены. Можете использовать те, которые есть в игре, или скачать из интернета.
- Фотоаппарат — в Petz встроен виртуальный фотоаппарат. Нажимая пробел, вы можете сфотографировать ваших зверей. Из полученных фотографий можно создавать открытки. Все фотографии сохраняются в формате BMP (если есть PetzA, то появляется возможность сохранять также в формате GIF и PNG)
- Игрушки — в Petz понятие «игрушки» не только предметы для игры животных, но и предметы ухода за зверями. Игрушки складываются в чемодан, который всегда находится с вами. Скачанные игрушки вставляются в игру с помощью программы Tinker.
- Одежда — её можно надеть на сцене «Салон».
- Породы — всего их 30 (15 пород кошек и 15 пород собак). Породы можно скачать со специальных сайтов.

Личное дело питомца можно посмотреть, когда питомец находится на сцене. Или же, открыв личное дело питомца, находящегося на сцене можно переключиться на другого зверя кликнув по кнопке "Питомцы". Около надписи имени питомца есть значок, который показывает, собака он или кошка, какого пола зверь. Нажимая на него, вы увидите родословную (если она есть), информацию о питомце: его пол, имя, беременна ли девочка, стерилизован/кастрирован и фотографию питомца.

## Процесс игры
Когда вы установите игру, вас отправят на сцену «Приют». Вы должны выбрать себе питомца.
После выбора вы переноситесь в «Гостиную». Питомцев нужно кормить, играть с ними, обучать командам и.т.д. Звери не умирают. Исключением может быть лишь то, что если за животным не ухаживать — они сбегут от вас и станут бродячими, вернуть их будет почти невозможно (один способ есть). Из приюта питомцы выходят котятами или щенятами. Примерно через несколько дней они полностью вырастают.
Когда животные полностью вырастут, они смогут завести детей. Максимальное количество детей - 4.

## Основная серия игр
| Игра                                | Разработчик   | Издатель                | Дистрибьютор                     | Дата выхода              |
| ----------------------------------- | ------------- | ----------------------- | -------------------------------- | ------------------------ |
| Catz and Dogz I: Your Virtual Petz  | P.F. Magic    | P.F. Magic              | Virgin Interactive Entertainment | 1995 (Dogz), 1996 (Catz) |
| Dogz: Your Computer Pet             | P.F Magic     | P.F. Magic              | Virgin Interactive Entertainment | 1995 (Dogs)              |
| Oddballz: Your Wacky Computer Petz  | PF Magic      | PF Magic                | —                                | 1996                     |
| Catz and Dogz II: Your Virtual Petz | P.F. Magic    | P.F. Magic              | Mindscape                        | 1997                     |
| Catz and Dogz 3: Your Virtual Petz  | P.F. Magic    | P.F. Magic              | Mindscape                        | 1998                     |
| Catz and Dogz 4                     | P.F. Magic    | Mindscape Entertainment | Mindscape                        | 1999                     |
| Catz and Dogz 5                     | Studio Mythos | Ubi Soft                | Ubi Soft                         | 2002                     |

## Стадии жизни зверей
У всех зверей в Petz (3,4,5) есть 4 стадии жизни: Новорождённые, Малыши, Щенки/Котята, Взрослые. Новорождённых и малышей можно увидеть, только если ваши питомцы влюбятся и заведут детей. Новорождённые не умеют ходить и не могут открыть глаза, они остаются такими 3—4 дня. Малыши уже могут ходить и открыть глаза, но пока не могут отлучиться от мамы. Они становятся щенками или котятами через 2—3 дня. Щенков и котят можно приютить на сцене Приют. Возраст Щенок/Котёнок длится 3—4 дня. Взрослые питомцы уже могут влюбиться и завести детей. Если вы хотели обучить зверька ещё многому, то никогда не поздно это сделать, ваши собаки и кошки никогда не умрут.

## Программы для Petz 3/4/5
Сейчас существует огромное количество разных, не лицензионных программ для Petz. Они сделаны пользователями, которые играют в эту игру. С помощью программ делают породы, самих питомцев, игрушки и.т.д. Только для этого нужно иметь английский файл запуска игры. Его можно загрузить на сайте SherlockSoftware.

### Tinker
С помощью Тинкера можно добавить в игру скачанные игрушки и научиться делать их самому.

### PetzA
Эта программа облегчает процесс игры. В ней есть много полезных функций, таких как:
- Отменить кастрацию/стерилизацию
- Мгновенно случить питомцев
- Выбрать количество щенков/котят — от 1 до 4
- Повышать и опускать параметры питомца (возраст, голод, упитанность, влюблённость, болезнь, количество блох, энергию, уровень кошачьей мяты в организме, обиженность)
- Сменить зверю пол
- Сделать так, чтобы самки рожали детей сразу после появления сердечка
- Выводить на сцену до 100 питомцев
- Создать профили и разместить в них питомцев — так они не будут обижаться за то, что с ними не играли
- Иногда только с этой программой идут многие породы, скачанные с интернета — кошки, собаки, змеи, лошади, ёжики, рыбки, птицы, хомячки, морские свинки, кролики…

Единственный минус этой программы — то, что игра на английском языке.

### LNZ pro
Программа сложная для простых пользователей, так как она предназначена для редактирования файлов игры Petz на специальном языке программирования, который встроен в игру Petz.
3.0.0 версия была первой. Дата её создания 2005-09-11.
Последняя версия была создана 2008-05-05.

### Pet Workshop
Благодаря этой программе можно изменять внешний облик пород в игре: окрас, цвет глаз, размер, количество пятен, вид текстуры.

## Petz сегодня
В неё играют не только дети, но и взрослые. Существует множество самых разнообразных проектов, интересных ассоциаций, федераций и др. Разработано очень много разных породных файлов, игрушек (предметов), программ для Petz. Проходят выставки и соревнования.

### Хексинг
Это изменение окраса породы, при котором питомец получает уникальный окрас, так как он создается самостоятельно с помощью программ Pet Workshop и LNZ Pro. Такие питомцы называются хексами. Игроки, умеющие изменять окрас пород, являются хексерами.

### Хендлинг
Хендлинг в Petz имеет такое же значение, что и хендлинг в реальной жизни — показ питомцев на выставках. В игре нужно дождаться определенного момента, когда питомец начнет позировать и вставать в определенную "позу" — стойку. После того, как питомец встал в стойку, его можно сфотографировать и сохранить снимок. Это изображение используется для участия на выставках.

## Оценки
Entertainment Weekly поставил Catz оценку B+ и написал, что это точная имитация кошачьих.